# Maimuță (semn zodiacal)
Maimuța este cel de-al nouălea semn al zodiacului chinezesc 
- Numărul de ordine: 9
- Numele chinezesc: HOU
- Orele dominante: 15 – 17
- Direcția semnului: VSV
- Elementul fix (Wu Xing) : METAL (jin)
- Ramura: (+)
- Ramura terestră (animalul): shen
- Polaritatea: Yang
- Luna: august
- Zodia corespunzătoare din astrologia occidentală: Leu

## Anii maimuței
- Maimuța de metal prezentă în anii: 1500 – 1560 – 1620 – 1680 – 1740 – 1800 – 1860 – 1920 – 1980 – 2040
- Maimuța de apă se regăsește în anii: 1512 – 1572 – 1632 – 1692 – 1752 – 1812 – 1872 – 1992 – 2052
- Maimuța de lemn  prezentă în anii:1464 – 1524 – 1584 – 1644 – 1704 – 1764 – 1842 – 1884 – 1944 – 2004
- Maimuța de foc prezentă în  anii:1476 – 1536 – 1596 – 1656 – 1716 – 1776 – 1836 – 1896 – 1956 – 2016

## Al 78-lea ciclu al calendarului Han
Al 78-lea ciclu al calendarului chinezesc tradițional a început la 2 februarie 1984, cu anul Șobolanului de Lemn (anul chinezesc 4.682) și se va încheia la 30 ianuarie 2044.